# Језијел Моралес
Језијел Давид Моралес Миранда (шп. Yeziel David Morales Miranda; Сан Хуан, 16. јануар 1996) порторикански је пливач чија ужа специјалност су трке леђним стилом. 

## Спортска каријера
Моралес је дебитовао на међународној сцени на светском првенству у малим базенима у Истанбулу 2012, док је првци наступна светским првенствима у великим базенима имао годину дана касније, у Барселони 2013. године. 
Учествовао је и на светским првенствима у Казању 2015. (31. на 200 леђно), Будимпешти 2017. (37. на 200 леђно) и Квангџуу 2019. (28. место на 200 леђно).
Најбољи резултат у каријери је постигао на Панамеричким играма 2019. у Лими где је остварио пласмане на два пета места, у тркама на 200 леђно и 4×200 слободно.